# Cantalupo in Sabina
Cantalupo in Sabina est une commune italienne d'environ 1 680 habitants, située dans la province de Rieti, dans la région Latium, en Italie centrale.

## Administration
| Période                                  | Période | Identité | Étiquette | Qualité |
| ---------------------------------------- | ------- | -------- | --------- | ------- |
|                                          |         |          |           |         |
| Les données manquantes sont à compléter. |         |          |           |         |

### Personnages liés à la commune
Elio Augusto Di Carlo, médecin, ornithologue, naturaliste et historien italien.

### Communes limitrophes
Casperia, Forano, Poggio Catino, Roccantica, Selci, Torri in Sabina.